# (15279) 1991 PY7
A (15279) 1991 PY7 a Naprendszer kisbolygóövében található aszteroida. Eric Walter Elst fedezte fel 1991. augusztus 6-án.